# Daniel Șehter
Daniel Șehter (în rusă Даниил Абрамович Шехтер, transliterat: Daniil Abramovici Șehter; în idiș ‏דניאל שעכטער; n. 6 ianuarie 1904, Gura-Roșie, Comuna Cazaci, Odesa, Ucraina – d. 3 iunie 1991, Moscova, RSFS Rusă, URSS) a fost un evreu basarabean și scriitor sovietic moldovean.

## Biografie
S-a născut în satul Gura-Roșie din ținutul Akkerman, gubernia Basarabia (Imperiul Rus). A primit studiile primare într-un heder. După moartea părinților săi, Abram și Șeiva Șehter, la vârsta de 13 ani, împreună cu cele două surori mai mari, s-a mutat la Galați, unde a început să lucreze într-o tipografie. A participat la mișcarea revoluționară clandestină în Basarabia și la răscoala de la Tatarbunar, unde a fost arestat pentru distribuirea de literatură ilegală și închis în închisoarea Doftana. În 1929 a fost transferat la Chișinău. În timpul celui de-Al Doilea Război Mondial a luptat pe front, fiind rănit în luptă. A fost distins cu Ordinul Războiului Patriotic de gradul II.
În 1944, a participat la restaurarea Tipografiei I Exemplare din Moscova, iar în anul următor a fost transferat la Chișinău, unde a lucrat la Combinatul Poligrafic. În anii 1955-1986 a fost angajat al editurii „Cartea Moldovenească”, apoi „Literatura artistică”.
A început să publice în Basarabia de dinainte de război în limba română. Prima colecție de nuvele „Mărturie” a fost publicată în 1963, apoi au apărut încă 6 cărți în „limba moldovenească”. O serie de lucrări au fost traduse în limba rusă. La începutul anilor 1980, a început să publice în idiș în revista moscovită Sovetish heymland („Patria sovietică”), inclusiv povestirea „Povestea lui Giulio Semo” (1989), „Povești noi” (1991), „Străinul” și alte povești și note critice. Aceste din urmă lucrări au fost publicate postum în ziarul idiș din New York, Vorverts (2013, pregătit de Moisei Lemster).
A tradus din „moldovenească” în rusă, în special piesele lui Ramil Portnoi.
A fost membru al Uniunii Ziariștilor și al Uniunii Scriitorilor din RSS Moldovenească (1976).
A murit în 1991 la Moscova.

## Cărți

### În „moldovenească”
- Мэртурие („Mărturie”, eseuri și povești). Chișinău: Cartea Moldovenească, 1963.
- Локул ин колоанэ („Locul în coloană”). Chișinău: Cartea Moldovenească, 1966.
- Меседжер ал револуцией („Mesager al revoluției”). Chișinău: Cartea Moldovenească, 1968.
- Ынтылнирь („Întâlniri”, povestiri). Chișinău: Cartea Moldovenească, 1970.
- Повестирь („Povestiri”). Chișinău: Cartea Moldovenească, 1974.
- Паший („Pașii”, povestiri). Ilustrări de Eduard Maidenberg. Chișinău: Literatura artistică, 1980.
- Scrum fierbinte: Evocări, schițe, povestiri. Chișinău: Literatura artistică, 1990.

### În rusă
- Шабская легенда („Legenda din Șabo”, povestiri). Chișinău: Cartea Moldovenească, 1971.
- Горячий пепел („Scrum fierbinte”, schițe și povestiri), traducere de Solomon Moldovan. Chișinău: Literatura artistică, 1978 și 1990.[5]
- Под созвездием Стрельца („Sub constelația Săgetătorului”, nuvele, ediție bilingvă). Ilustrări de Eduard Maidenberg. Cuvânt înainte de Alexandru Cosmescu, traducere de Solomon Moldovan și alții. Chișinău: Literatura artistică, 1984.